# Passiflora incarnata
Passiflora incarnata es una planta trepadora de rápido crecimiento perteneciente al género Passiflora conocido comúnmente como flores de la pasión. Su principal característica es la peculiar forma de sus flores.

## Descripción
Es una liana trepadora pubescente que alcanza los 6-9 metros de largo. Tiene unos zarcillos que le sirven para trepar. Las hojas están divididas en tres lóbulos finamente dentados y pecioladas. Las flores son aromáticas y grandes, de 5 cm de diámetro, se producen solitarias en un largo pedúnculo, son de color blanco, amarillento o carnoso con tonos púrpuras. El cáliz con cinco sépalos unidos por la base formando una copa. La corola está compuesta por pétalos blancos rodeados por una triple corona de filamentos de color púrpura. 
Su fruto, conocido como granadilla, es una baya de color amarillo del tamaño de un huevo y se torna naranja cuando está madura. En esta especie, el mucílago amarillo que rodea a las semillas es dulce y comestible; sin embargo, posee muchas semillas, por lo que mayormente es comido por los animales silvestres. En Centroamérica y el norte de Suramérica se consume en zumo y postres.

## Ecología
La planta es el alimento de las larvas de la mariposa Acraea acara.

## Propiedades
- La parte aérea de la planta es rica en numerosas sustancias: flavonoides, fenoles, aceites esenciales, a las que se le atribuye en conjunto su acción sedante.
- Utilizado en casos de insomnio y de ataques/crisis de ansiedad.
- Disminuye la tensión arterial y el ritmo cardíaco.
- Los indios americanos utilizaban cataplasmas con la planta para tratar heridas y quemaduras.
- En el tratamiento del autismo debido al efecto de sus antioxidanes, flavonoides y alcaloides [1] [2]

## Nombre común

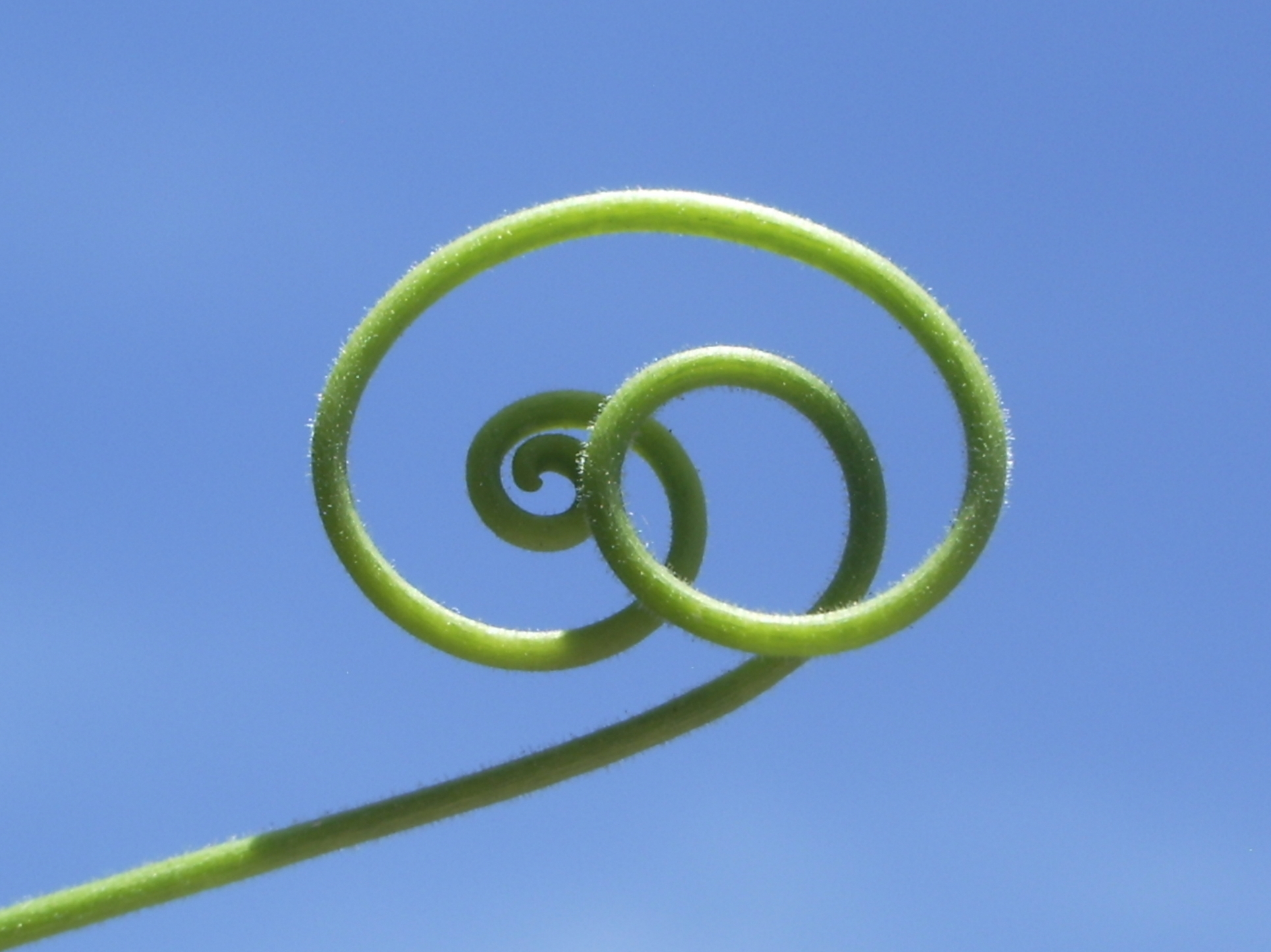
Zarcillo de pasiflora.

- En castellano, el nombre común tiene muchas variantes, según la región: maracuyá, flor de pasión, granadilla, pasiflora, pasionaria, parchita, mburucuyá y chinola.